# Thalamoporella evelinae
Thalamoporella evelinae är en mossdjursart som beskrevs av Ernst Marcus 1939. Thalamoporella evelinae ingår i släktet Thalamoporella och familjen Thalamoporellidae. Inga underarter finns listade i Catalogue of Life.